# Transportable Raumerweiterungshalle

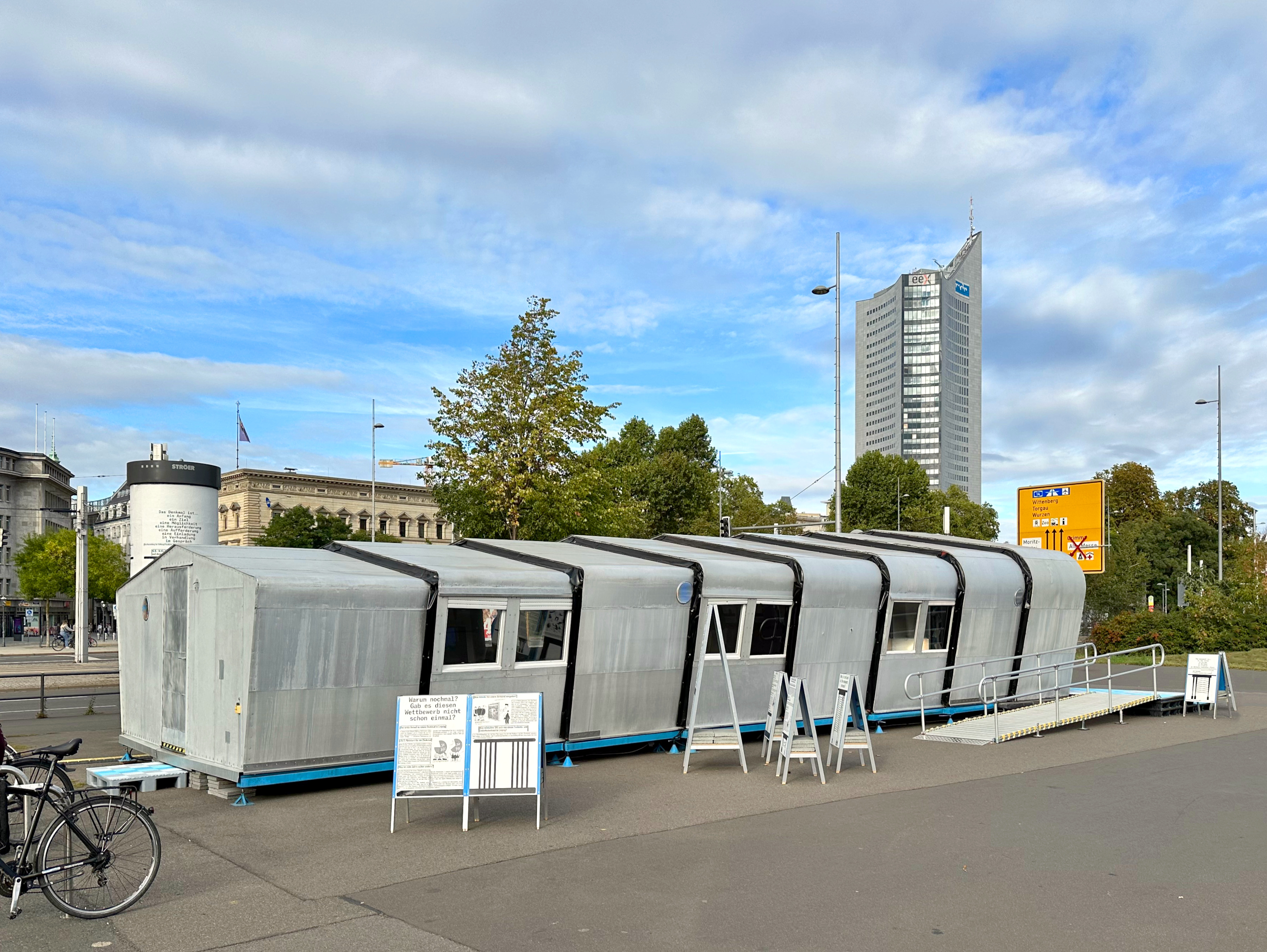
Raumerweiterungshalle in Leipzig (2023)

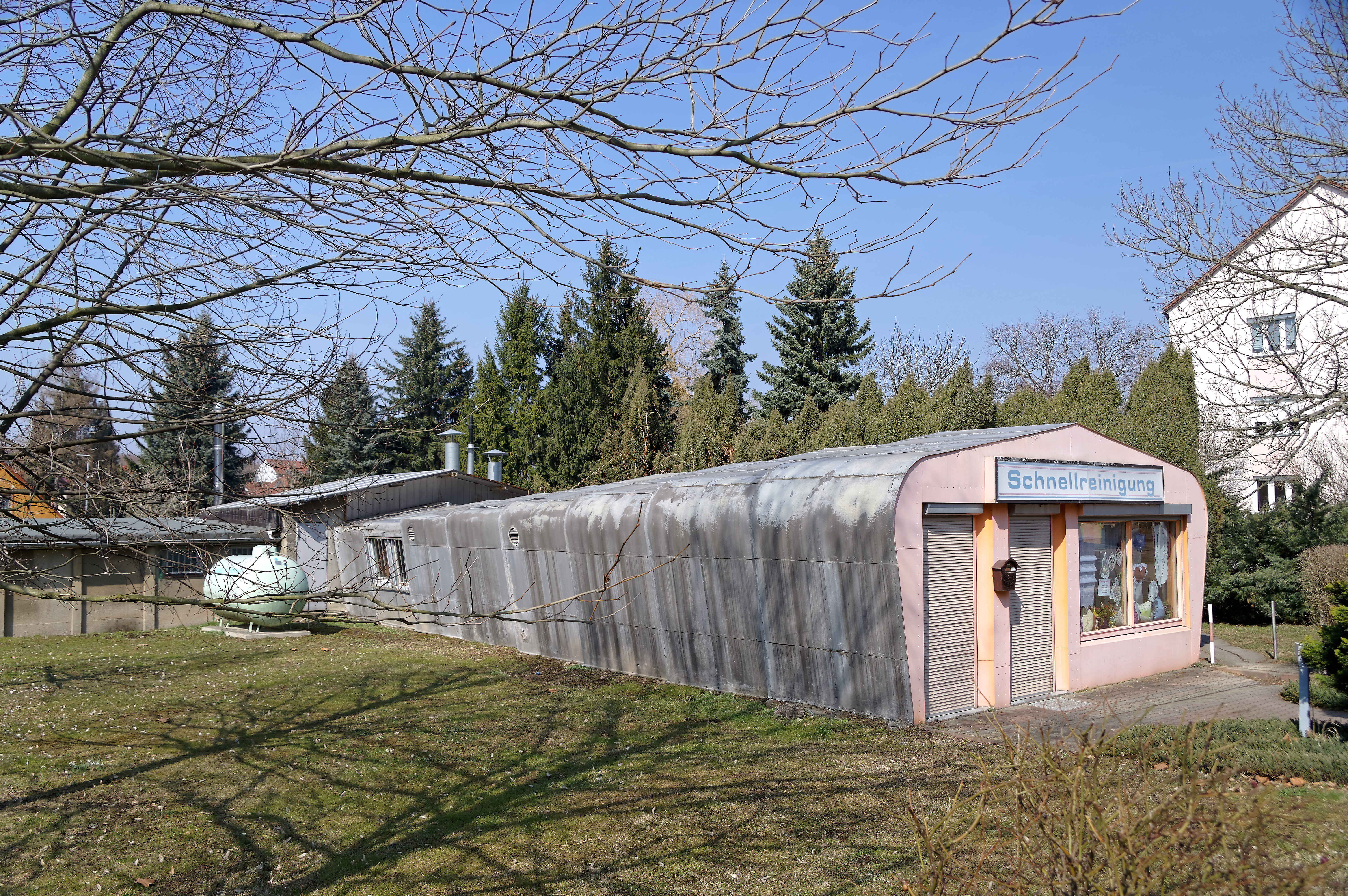
Eine REH in Pirna mit acht ausgezogenen Raumelementen

Die transportable Raumerweiterungshalle war ein in der DDR entwickeltes und hergestelltes flexibles System, um fest überdachte Räume mit einer Höchstlänge von 16 Metern und etwa 128 Quadratmeter Grundfläche temporär bereitzustellen. Sie ist ein Beispiel für mobile Architektur.
Die Idee geht auf Helmuth Both zurück, der 1959 erste Entwürfe vorstellte. Nach einer Weiterentwicklung durch seinen Sohn Klaus Both ging sie ab 1966 unter dem Namen „Variant“ in Serie.
Die Raumerweiterungshalle (REH) besteht aus maximal acht Raumelementen, Tunnel genannt, die teleskopartig ineinander geschoben werden können. Ihre Außenhülle ist eine Konstruktion aus Aluminiumblech und leichten Stahlträgern, die Innenwände sind mit Hartfaserplatten verkleidet. Der Boden wird separat auf Schienen verlegt. Ohne großen Aufwand können zwei solcher Systeme zu einer Halle von etwa 32 Metern Länge vergrößert werden. Wegen ihrer Bauweise wurden die transportablen Raumerweiterungshallen im Volksmund als „Ziehharmonika“ bezeichnet. In zusammengeklapptem Zustand hat sie in etwa die Form eines Wohnwagens und wird dadurch transportabel.
Das Raumsystem konnte flexibel nach Bedarf auf Dorfplätzen, in Gärten oder im öffentlichen Raum aufgebaut werden. Es diente zum Beispiel als Kaufhalle und Postamt, Kantine, als Arbeiter- oder Ferienunterkunft, Gaststätte, Eisdiele oder Kino. Für den Aufbau eines 16-Meter-Moduls waren nicht mehr als sechs Personen und keine weiteren Hilfsmittel nötig.
Im Unternehmen des Erfinders Helmuth Both in Boizenburg (später VEB Metallbau Boizenburg) wurden bis 1989 ungefähr 3500 Raumerweiterungshallen hergestellt. Heute existieren nur noch wenige Exemplare.